# Деркач Вячеслав Васильович
Вячесла́в Васи́льович Дерка́ч (23 червня 1976, Прилуки) — український біатлоніст, майстер спорту України міжнародного класу з біатлону, член національної збірної команди України, неодноразовий переможець першостей та Чемпіонатів України. Учасник чотирьох Зимових Олімпійських ігор: 1998, 2002, 2006 та 2010 років. Найкраще досягнення — 7 місце на Олімпіаді 2002 року. Тренер — Микола Зоц.
Навчався у Чернігівському державному педагогічному університеті імені Т.Г. Шевченка та Національній академії внутрішніх справ України. 
Чоловік української біатлоністки Оксани Хвостенко. Подружжя виховує сина Микиту і доньку Ганну. Вячеслав Деркач працює директором державної установи "Державний центр олімпійської підготовки з біатлону" в місті Чернігові, Оксана там — тренер.

## Статистика
У таблиці наведено статистику виступів біатлоніста в Кубку світу.
- Місця 1–3: кількість подіумів
- Чільна 10: кількість фінішів у першій десятці
- В очках: кількість виступів, на яких біатлоніст здобував очки
- Старти: кількість стартів
- Естафета: включно зі змішаною

| Місця                              | Індивід. | Спринт | Персьют | Мас-старт | Естафета | Разом |
| ---------------------------------- | -------- | ------ | ------- | --------- | -------- | ----- |
| 1                                  |          |        |         |           |          |       |
| 2                                  |          |        |         |           | 1        | 1     |
| 3                                  |          |        | 1       | 1         | 1        | 3     |
| Чільна 10                          | 2        | 3      | 3       | 2         | 41       | 51    |
| В очках                            | 16       | 31     | 26      | 15        | 54       | 142   |
| Стартів                            | 41       | 106    | 52      | 15        | 55       | 269   |
| Станом на: кінець сезону 2009/2010 |          |        |         |           |          |       |